# 色暦大奥秘話
色暦大奥秘話（Irogoyomi ōoku hiwa　英：Castle Orgies） （別英名  Eros Schedule Book: Concubine Secrets and Sensual History: Shogun's Harem Secret Story 、エロススケジュール帳：妾の秘密と官能的な歴史：将軍のハーレムシークレットストーリー）は、1971年 の日本での映画日活のロマンポルノで　監督は林功、小川節子、西川洋一が出演した。
日活の最初のロマンポルノ二本立てリリースであり、9作にわたる 『大奥』シリーズの最初の映画であり、女優の小川節子のデビュー作。

## あらすじ
主人公の八重（やえ）は、 江戸時代の武士に恋をした少女である。 彼女の父親は彼女を将軍のもとに送り、そこで彼女は将軍の側室として働くこととなった。 彼女のライバルが言い始めた「八重は処女ではない」という噂により、将軍は怒って八重を追放した。 侍である恋人の助けを借りて、二人は一緒に逃亡する。  

## キャスト
- 小川節子：八重
- 西川洋一
- 松井康子
- 藤めぐみ
- 森みどり
- こうじらん

## 背景と遺産
団地妻 昼下りの情事 （1971）は通常、日活ロマンポルノの最初の作品として知られているが、ロマンポルノでは2作品または3作品が同時に公開され 、色暦大奥秘話は団地妻との同時封切りであった。  これらの2つの作品は、日活がピンク映画におけるジャンルで探求しようとした2つの方向性を示している。団地妻は現代の都市の物語を代表し、 色暦は歴史的な時代の映画を代表するものであった。両方の映画は、批評と観客動員の面で成功を遂げた  。団地妻は20の公式続編、いくつかの非公式の続編シリーズが作られ、日本のエロティック映画の新しいテーマ「団地妻」シリーズを形成した  。一方、色暦シリーズは、本作品に続いて、8つの続編が作られた。 
映画は女優小川節子のデビュー作であった。 小川は日活の最初のアイドルの一人となり、スタジオでのキャリアを通じて歴史的なエロドラマに焦点を当てられていくことになる。  

## リリース
色暦大奥秘話は、団地妻 昼下りの情事と1971年11月20日に日本で劇場公開された 。本作品と女子高生レポート 夕子の白い胸 （1971）は、イギリスの雑誌Continental Film Reviewの 1973年3月号の特集である「日本：古代と現代」の主題となった  。この映画は、2001年4月17日に、タイセンが全地域DVDで中国語と英語の字幕付きでリリースした。  

### 英語
- Castle Orgies - オールムービー（英語）
- “Castle Orgies”. UniJapan Film Quarterly 15 (1):  22. (January 1972).
- Fentone, Steve (1998). “A Rip of the Flesh: The Japanese 'Pink Film' Cycle: Castle Origes”. She 2 (11):  9.
- “IROGOYOMI - OHOKU HIWA”.  British Film Institute. 2009年8月31日閲覧。[リンク切れ]
- “IROGOYOMI OOKU HIWA”.  Complete Index to World Film. 2009年8月29日閲覧。[リンク切れ]
- Irogoyomi ooku hiwa (1971) - IMDb（英語）
- Sharp, Jasper (2008). Behind the Pink Curtain: The Complete History of Japanese Sex Cinema. Guildford: FAB Press. ISBN 978-1-903254-54-7  Sharp, Jasper (2008). Behind the Pink Curtain: The Complete History of Japanese Sex Cinema. Guildford: FAB Press. ISBN 978-1-903254-54-7  Sharp, Jasper (2008). Behind the Pink Curtain: The Complete History of Japanese Sex Cinema. Guildford: FAB Press. ISBN 978-1-903254-54-7
- Weisser, Thomas; Yuko Mihara Weisser (1998). Japanese Cinema Encyclopedia: The Sex Films. Miami: Vital Books : Asian Cult Cinema Publications. ISBN 1-889288-52-7  Weisser, Thomas; Yuko Mihara Weisser (1998). Japanese Cinema Encyclopedia: The Sex Films. Miami: Vital Books : Asian Cult Cinema Publications. ISBN 1-889288-52-7  Weisser, Thomas; Yuko Mihara Weisser (1998). Japanese Cinema Encyclopedia: The Sex Films. Miami: Vital Books : Asian Cult Cinema Publications. ISBN 1-889288-52-7

### 日本語
- “映画 色暦大奥秘話 (1971)について 映画データベース - allcinema” (Japanese).   allcinema.net. 2009年8月29日閲覧。
- “色暦大奥秘話”.   日本映画情報システム. 2011年10月8日時点のオリジナルよりアーカイブ。2009年8月29日閲覧。
- “色暦大奥秘話” (Japanese).  Japanese Movie Database. 2009年8月29日閲覧。
- “Kinema Junpo” (Japanese). 2009年8月29日閲覧。[リンク切れ]
- “色暦大奥秘話”.   日活株式会社. 2011年7月14日時点のオリジナルよりアーカイブ。2009年8月29日閲覧。